# Tama (Iowa)
Tama es una ciudad situada en el condado homónimo, en el estado de Iowa, Estados Unidos. Tiene una población estimada, a mediados de 2023, de 3046 habitantes.
La localidad está situada a unos tres kilómetros al sur de Toledo, la sede del condado. Los dos poblados están tan cercanos que puede decirse que han crecido juntos a lo largo de los años.

## Geografía
La ciudad está ubicada en las coordenadas 41°57′54″N 92°34′26″O / 41.96500, -92.57389 (41.965123, -92.573799). Según la Oficina del Censo, tiene una superficie total de 8.08 km², de los cuales 7.70 km² corresponden a tierra firme y 0.38 km² están cubiertos de agua.

## Demografía
Según el censo de 2020, en ese momento había 3130 personas residiendo en la localidad. La densidad de población era de 406.49 hab./km². El 64.35% de los habitantes eran blancos, el 1.53% eran afroamericanos, el 6.74% eran amerindios, el 0.51% eran asiáticos, el 13.96% eran de otras razas y el 12.91% eran de una mezcla de razas. Del total de la población, el 31.34% eran hispanos o latinos de cualquier raza.